# Blood-Rooted
Blood-Rooted — альбом-компіляція гурту «Sepultura», реліз котрого відбувся 5 серпня 1997-го. Збірка містила раніш невидані бі-сайди, переспіви і концертні записи. Останній з офіційних дисків команди в записі котрого брав участь Макс Кавалера.

## Список пісень
| #   | Назва                                                | Тривалість |
| --- | ---------------------------------------------------- | ---------- |
| 1.  | «Procreation (of the Wicked)» (кавер «Celtic Frost») | 3:38       |
| 2.  | «Inhuman Nature» (кавер «Final Conflict»)            | 3:10       |
| 3.  | «Polícia» (кавер Titãs)                              | 1:46       |
| 4.  | «War» (кавер Боба Марлі)                             | 6:38       |
| 5.  | «Crucificados Pelo Sistema» (кавер Ratos de Porão)   | 1:03       |
| 6.  | «Symptom of the Universe» (кавер Black Sabbath)      | 4:14       |
| 7.  | «Mine»                                               | 6:20       |
| 8.  | «Lookaway»                                           | 5:35       |
| 9.  | «Dusted» (демо)                                      | 4:26       |
| 10. | «Roots Bloody Roots» (демо)                          | 3:30       |
| 11. | «Drug Me» (кавер Dead Kennedys)                      | 1:53       |
| 12. | «Refuse/Resist» (наживо)                             | 3:50       |
| 13. | «Slave New World» (наживо)                           | 3:05       |
| 14. | «Propaganda» (наживо)                                | 3:25       |
| 15. | «Beneath the Remains / Escape to the Void» (наживо)  | 3:48       |
| 16. | «Kaiowas» (наживо)                                   | 2:18       |
| 17. | «Clenched Fist» (наживо)                             | 3:37       |
| 18. | «Biotech Is Godzilla» (наживо)                       | 2:07       |

## Склад
- Макс Кавалера — ритм, вокал
- Андреас Кіссер — соло
- Паулу молодший — бас
- Ігор Кавалера — перкусія